# Witchwood Media
Witchwood Media is een Brits platenlabel.
Het is opgericht om muziek van de band Strawbs en haar (ex-)leden levendig te houden en de fans van die band te voorzien van uitgaven uit de gehele geschiedenis van die band. Er komen heruitgaven uit, maar ook albums die op de plank zijn blijven liggen vanwege gebrek aan belangstelling bij de platenlabels.
Een van de belangrijkste uitgaven voor de fans is een door die fans voorgefinancierde boxset, waarin allerlei memorabilia en een geschiedenis van de band zijn opgenomen. Deze box had Just a Collection of Antiques and Curios kunnen heten, maar er was al een album met die naam; de titel werd A Taste of Strawbs.

## Albums
- Witchwood 2002: Strawberry Music Sampler No. 1
- Witchwood 2003: The Complete Strawbs (album)
- Witchwood 2004: Acoustic Strawbs – Baroque & Roll
- Witchwood 2006: The Complete Strawbs (dvd)
- Witchwood 2007: Dave Cousins / Rick Wakeman – Hummingbird
- Witchwood 2008: Strawbs – Blue Angel
- Witchwood 2009/2011: Strawbs Live in Tokyo 75
- Witchwood 2013: Dave Lambert – Work in Progress
- Witchwood 2017: Strawbs – Preserves Uncanned
- Witchwood 2020: Strawbs – Déjà Fou
- Witchwood 2024: Cousins en Wakeman – Cousins Wakeman Live 1988
- Witchwood 2025: Dave Cousins – High seas
- Witchwood 2026: Strawbs Live at NEARfest
- Witchwood 2027: Jennifer Cutting - Ocean
- Witchwood 2028: Strawbs - Painted Sky
- Witchwood 2029: The Watersons – A Yorkshire Christmas
- Witchwood 2031: Deep Cuts (Strawbs)
- Witchwood 2033: Strawbs – Recollection
- Witchwood 2034: Heartbreak Hill; speciale editie
- Witchwood 2035: Burning for You met bonus
- Witchwood 2036: A Taste of Strawbs
- Witchwood 2039: Dave Lambert / Chas Cronk – Touch the Earth
- Witchwood 2040: Dave Cousins – The Boy in the Sailor Suit
- Witchwood 2041: Strawbs – Strawbs Live in New York 75
- Witchwood 2042: Dave Cousins – Secret Paths
- Witchwood 2043: Dave Cousins - Duochrome
- Witchwood 2044: Strawbs - The Broken Hearted Bride
- Witchwood 2045: Strawbs - Dancing to the Devil's Beat
- Witchwood 2046: Acoustic Strawbs Live at Hampton Court Palace
- Witchwood 2048: Strawbs 40th anniversary celebration Vol. 1: Strawberry Fayre
- Witchwood 2049: Strabws 40th anniversary celebration Vol. 2: Wakeman & Cousins
- Witchwood 2050: Strawbs: Hero and Heroine in Ascencia (nieuwe opname Hero and Heroine)
- Witchwood 2051: Dave Cousins/ Brian Willoughby : Old School Songs
- Witchwood 2052: Strawbs: Acoustic gold
- Witchwood 2053: Sandy Denny: 19 Rupert Street
- Witchwood 2054: Strawbs: Of a time